# ニシノエージェント
ニシノエージェント（欧字名:Nishino Agent、2022年3月4日 - ）は、日本の競走馬。主な勝ち鞍に2025年の京成杯。
馬名の意味は、冠名＋秘密業務で働く者。

## 戦績
2024年8月18日、新潟競馬場5Rの2歳新馬戦で、三浦皇成を背にデビュー。先団の後ろから差を詰め、優勝したパッションリッチから1.1/2馬身差の2着に入った。その後、三浦とのコンビで未勝利戦を2戦するも、勝利は挙げられなかった。12月8日の未勝利戦は津村明秀に乗り替わり、中団から先行各馬を差し切って、4戦目で待望の初勝利を収めた。当初登録していた同月28日のホープフルステークスは回避。
3歳シーズンは重賞初挑戦となる1月19日の京成杯より始動。前走に引き続き、津村が手綱を取った。レース前は11番人気の伏兵評価だったが、直線で先行各馬を力強く差し切り、管理する千葉直人調教師共々、重賞初優勝を飾った。なお、2着には7番人気のドラゴンブースト、3着には9番人気ミニトランザットが入り、3連単の払い戻しは同レース史上最高額の172万7970円を記録。同日に発売のWIN5に至っては3レース目のジャニュアリーSで14番人気のジャスパーゴールドが勝利した影響もあり、2020年7月19日以来となる的中無し（キャリーオーバー4億4902万3820円）となった。

## 競走成績
以下の内容は、netkeiba.comおよびJBISサーチに基づく。
| 競走日     | 競馬場 | 競走名    | 格   | 距離（馬場）  | 頭 数 | 枠 番 | 馬 番 | オッズ （人気） | 着順 | タイム （上り3F） | 着差 | 騎手      | 斤量 [kg] | 1着馬（2着馬）       | 馬体重 [kg] |
| ---------- | ------ | --------- | ---- | ------------- | ----- | ----- | ----- | --------------- | ---- | ----------------- | ---- | --------- | --------- | -------------------- | ----------- |
| 2024.08.18 | 新潟   | 2歳新馬   |      | 芝1800m（良） | 12    | 7     | 9     | 023.70（4人）   | 02着 | R1:49.7（34.5）   | -0.2 | 0三浦皇成 | 55        | パッションリッチ     | 472         |
| 0000.09.28 | 中山   | 2歳未勝利 |      | 芝2000m（良） | 16    | 8     | 17    | 014.70（6人）   | 03着 | R2:02.4（36.6）   | -0.2 | 0三浦皇成 | 55        | サトノラポール       | 468         |
| 0000.11.03 | 東京   | 2歳未勝利 |      | 芝2000m（良） | 9     | 3     | 3     | 003.50（2人）   | 04着 | R2:01.4（34.9）   | -0.4 | 0三浦皇成 | 56        | ディヴァインスター   | 470         |
| 0000.12.08 | 中山   | 2歳未勝利 |      | 芝1800m（良） | 12    | 7     | 10    | 003.20（1人）   | 01着 | R1:48.4（34.5）   | -0.1 | 0津村明秀 | 56        | （ルールーリマ）     | 470         |
| 2025.01.19 | 中山   | 京成杯    | GIII | 芝2000m（良） | 14    | 2     | 2     | 049.4（11人）   | 01着 | R1:59.9（35.4）   | -0.1 | 0津村明秀 | 57        | （ドラゴンブースト） | 472         |
| 0000.04.20 | 中山   | 皐月賞    | GI   | 芝2000m（良） | 18    | 1     | 1     | 091.1（14人）   | 13着 | R1:58.1（35.3）   | -1.1 | 0津村明秀 | 57        | ミュージアムマイル   | 470         |
| 0000.06.01 | 東京   | 東京優駿  | GI   | 芝2400m（良） | 18    | 6     | 11    | 268.2（17人）   | 16着 | R2:26.1（35.3）   | -2.4 | 0津村明秀 | 57        | クロワデュノール     | 476         |

- 競走成績は2025年6月1日現在

## 血統表
| ニシノエージェントの血統          | ニシノエージェントの血統        | ニシノエージェントの血統  | （血統表の出典）          | （血統表の出典）   |
| 父系                              | サンデーサイレンス系            | サンデーサイレンス系      | サンデーサイレンス系      | [ § 2 ]            |
| 父 イスラボニータ 2011 黒鹿毛     | 父の父フジキセキ 1992 青鹿毛    | *サンデーサイレンス       | Halo                      | Halo               |
| 父 イスラボニータ 2011 黒鹿毛     | 父の父フジキセキ 1992 青鹿毛    | *サンデーサイレンス       | Wishing Well              |                    |
| 父 イスラボニータ 2011 黒鹿毛     | 父の父フジキセキ 1992 青鹿毛    | *ミルレーサー             | Le Fabuleux               | Le Fabuleux        |
| 父 イスラボニータ 2011 黒鹿毛     | 父の父フジキセキ 1992 青鹿毛    | *ミルレーサー             | Marston's Mill            |                    |
| 父 イスラボニータ 2011 黒鹿毛     | 父の母*イスラコジーン 2002 鹿毛 | Cozzene                   | Caro                      | Caro               |
| 父 イスラボニータ 2011 黒鹿毛     | 父の母*イスラコジーン 2002 鹿毛 | Cozzene                   | Ride the Trails           |                    |
| 父 イスラボニータ 2011 黒鹿毛     | 父の母*イスラコジーン 2002 鹿毛 | Isla Mujeres              | Crafty Prospector         | Crafty Prospector  |
| 父 イスラボニータ 2011 黒鹿毛     | 父の母*イスラコジーン 2002 鹿毛 | Isla Mujeres              | Lido Isle                 |                    |
| 母 ビクトリアスマイル 2016 黒鹿毛 | 母の父*ノヴェリスト 2009 黒鹿毛 | Monsun                    | Konigsstuhl               | Konigsstuhl        |
| 母 ビクトリアスマイル 2016 黒鹿毛 | 母の父*ノヴェリスト 2009 黒鹿毛 | Monsun                    | Mosella                   |                    |
| 母 ビクトリアスマイル 2016 黒鹿毛 | 母の父*ノヴェリスト 2009 黒鹿毛 | Night Lagoon              | Lagunas                   | Lagunas            |
| 母 ビクトリアスマイル 2016 黒鹿毛 | 母の父*ノヴェリスト 2009 黒鹿毛 | Night Lagoon              | Nenuphar                  |                    |
| 母 ビクトリアスマイル 2016 黒鹿毛 | 母の母ジターナ 2006 青鹿毛      | ダンスインザダーク        | サンデーサイレンス        | サンデーサイレンス |
| 母 ビクトリアスマイル 2016 黒鹿毛 | 母の母ジターナ 2006 青鹿毛      | ダンスインザダーク        | *ダンシングキイ           |                    |
| 母 ビクトリアスマイル 2016 黒鹿毛 | 母の母ジターナ 2006 青鹿毛      | *マルバイユ               | Marju                     | Marju              |
| 母 ビクトリアスマイル 2016 黒鹿毛 | 母の母ジターナ 2006 青鹿毛      | *マルバイユ               | Hambye                    |                    |
| 母系(F-No.)                       | (FN:9-f)                        | (FN:9-f)                  | (FN:9-f)                  | [ § 3 ]            |
| 5代内の近親交配                   | サンデーサイレンス：S3×M4       | サンデーサイレンス：S3×M4 | サンデーサイレンス：S3×M4 | [ § 4 ]            |
| 出典                              | 1. 2. 3. 4.                     | 1. 2. 3. 4.               | 1. 2. 3. 4.               | 1. 2. 3. 4.        |

- 祖母ジターナの半妹にマルセリーナ（2011年桜花賞ほか）、半弟にグランデッツァ（2012年スプリングステークスほか）。
- マルセリーナの産駒にラストドラフト（2019年京成杯）とヒートオンビート（2023年目黒記念）がいる。
- 3代母マルバイユは2004年アスタルテ賞（仏G1）勝ち馬。